# Hecyromorpha plagicollis
Hecyromorpha plagicollis là một loài bọ cánh cứng trong họ Cerambycidae.